# چکوری
چکوری (بنگالی: চকোরী) یک فیلم به کارگردانی احتشام است که در سال ۱۹۶۷ منتشر شد. ندیم بیگ، شبانه و میرزا شاهی از بازیگران این فیلم بوده‌اند.